# DJ Amadeus
Діджей Амадеус (справжнє ім'я Денис Іванов, нар. 1976 р., м. Харків) — американський ді-джей та музичний продюсер українського походження, що працює в Нью-Йорку.

## Еміграція до США

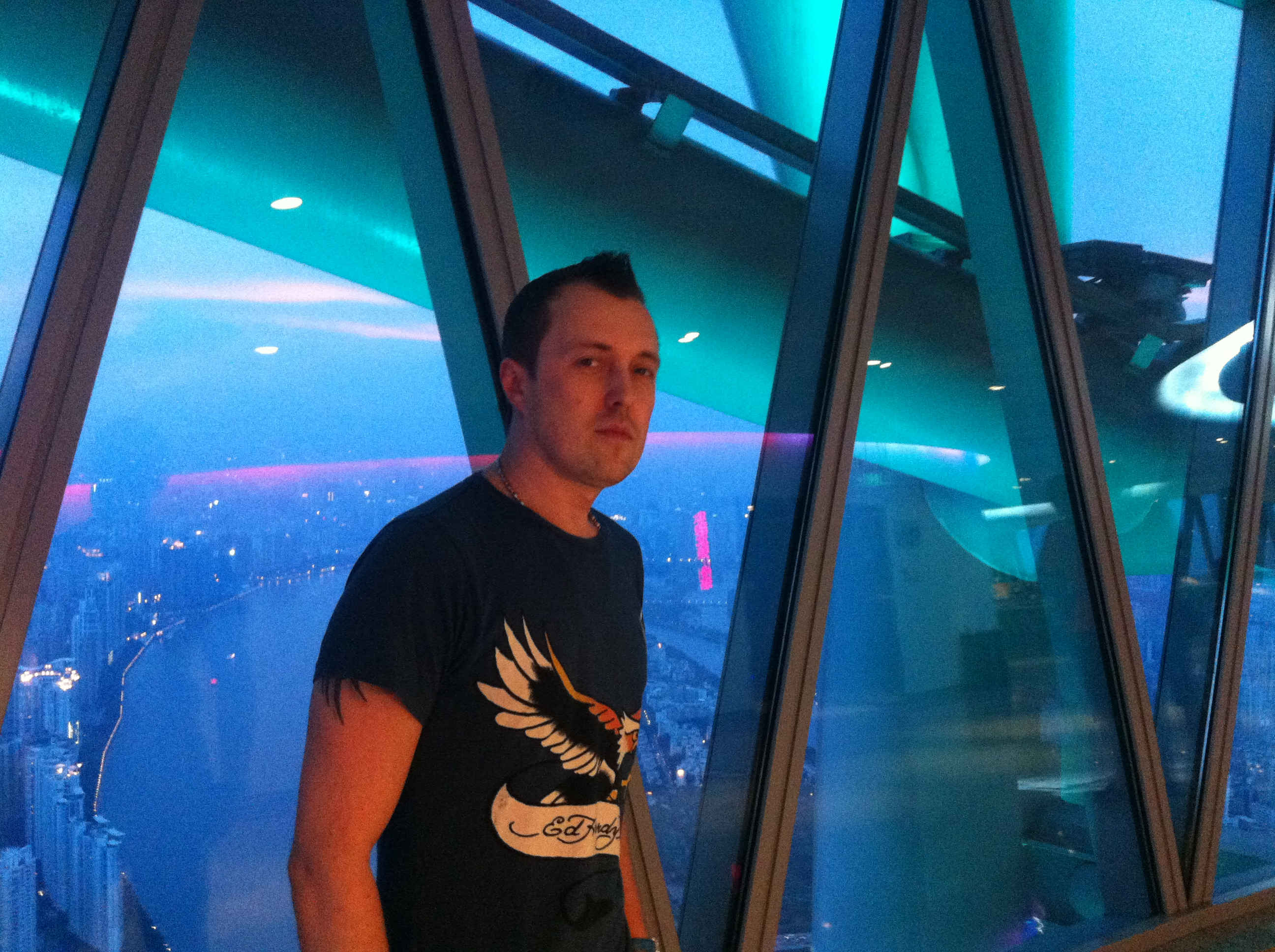
Діджей Амадеус

Денис Іванов народився в Харкові. А в 1989 році він у 13-річному віці разом із батьками емігрував до США..
Його батьки — професійні співаки. Тому його в ранньому віці віддали у музичну школу де він навчався грі на фортепіано, перш ніж почав цікавитися Діджеїнгом в 90-х.
Довгий час Д.Іванов працював ді-джеєм в різних місцях, поки став резидентом нічного клубу Tunnel в Нью-Йорку  в 1998 році..

## Музична кар'єра
У 2000 році DJ Amadeus випустив свій перший оригінальний трек, «Прибуття», на студії звукозапису Джонатан Пітерс у Нью-Йорку. Ще два роки він продовжував працюввти тут же.
А вже в 2002 році він також став резидентом ді-джея уявної партії в нічному клубі Carbon / Mirage, який пізніше буде перейменовано в Exit
.
У наступні роки Денис Іванов був резидентним ді-джеєм у клубах M2 та Рожевий слон. А в 2011 році він став резидентом Skyroom..
В даний час DJ Амадей випускає свою власну музику і гастролює зі своїми двома останніми треками «Повинен бути такий вигляд» (англ. «Must Be That Look») та «Йти по колу» (англ. «Goes Around»), випущені в Німеччині на студії Tiger Records..

## Навчання
DJ Амадеус має ступінь в галузі аудіо-та студійної інженерії та виробництва після закінчення Інституту аудіо-досліджень (англ. Institute of Audio Research).

## Дискографія

### Релізи
- «The Arrival» — DJ Amadeus, Deeper Records NYC, 2000
- «Let's Bounce» — DJ Amadeus, Flash Traxx, 2002
- «Computer Virus/Nature of Sound», DJ Amadeus, HMSPMusic, 2006[11]
- Back In Time — The Classics — DJ Amadeus, HMSPMusic, 2006[12]
- Secret Weapon — DJ Amadeus, HMSPMusic, 2006[1]
- Activate — DJ Amadeus, Donald Glaude, Jeff T, The House Moguls, Eden Recordings, 2009[1]
- Don't Let Your Fears — DJ Amadeus Featuring Nora Doncheva, Eyezcream Recordings, 2009[13]
- Something You Know — Benny Maze & DJ Amadeus Featuring Leo, Pacha Recordings, 2010[14]
- Bomb Jack — DJ Amadeus, DJ Gray, Erwin Cregg, Warehouse Recordings, 2011[15]
- Feel So Right — DJ Amadeus & Benny Maze Featuring Oros Duet, MOSP Recordings, 2011[16]
- Acid — Johnny Vicious, Lula, DJ Koutarou.a, DJ Amadeus, Warehouse Recordings, 2012[17]
- Burn — Blake, DJ Amadeus, Johnny Vicious, Warehouse Recordings, 2012[18]
- The Ride EP — DJ Amadeus, Supermarket Records, 2012[19]
- Off The Hook — DJ Amadeus, DJ Gray, Warehouse Recordings, 2012[20]
- «Flashdance… What A Feeling», Richard Grey, DJ Amadeus, House Republic, Ego Records, 2012[21]
- «I Miss You» — DJ Amadeus featuring Amuka, Pacha Recordings, 2012[22]
- «Must Be That Look» — DJ Amadeus, Tiger Records, 2013[23]
- «Goes Around» — Richard Grey, DJ Amadeus, Tiger Records, 2013[24]
- Scream (Big Room Mixes) — DJ Amadeus, Tiger Records, 2013[25]
- «Battleship» — DJ Amadeus, Tiger Records, 2013[26].

### Кращі виступи

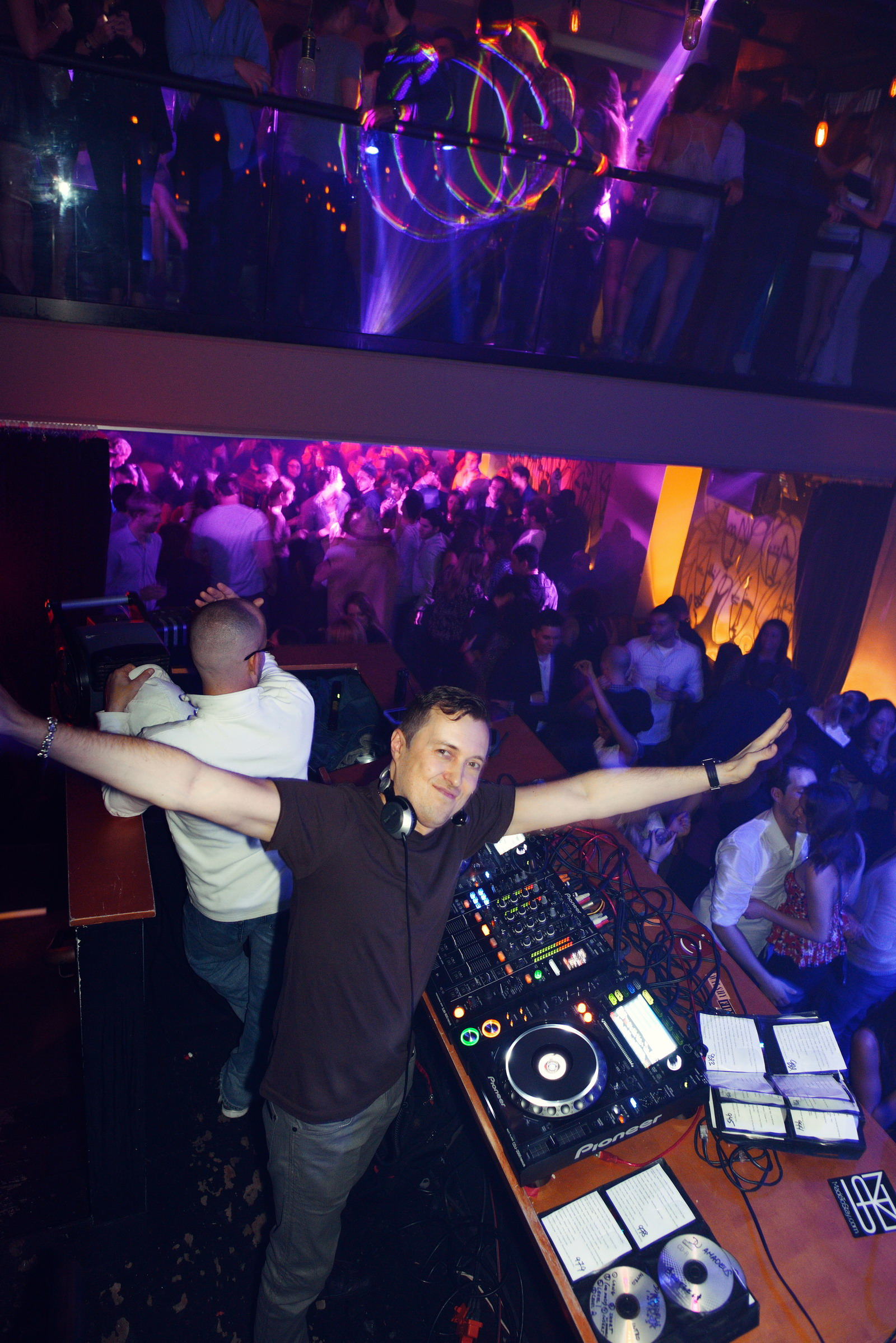
Діджей Амадеус

Діджей Амадеус також виступає на багатьох компіляціях.
- «Secret Weapon (Livewater Future Club Mix)», Various Artists — 2006 Year One Volume 3, HMSP Music, 2006
- «You Know (Richard Grey Pacha Dub)», Various Artists — Pacha Pure Dance, New State Music, 2010
- «Something You Know (Richard Grey Pacha Dub Remix)», Various Artists — Pacha — The World's Favourite Club — Summer 2010, Sirup, 2010
- «Something You Know (Richard Grey Pacha Dub Remix)», Juan Diaz — Pacha Ibiza Summer 2010, DJ Magazine, 2010
- «Something You Know (Original Mix)», Various Artists — Adult Entertainment With James Vevers, Pacha Recordings, 2011
- «I Miss You (Alex Pala Remix)», Various Artists — 'Pacha VIP Vol. 6, Pacha Recordings, 2012
- «Flashdance…What A Feeling (Original Mix)», Various Artists — Ego In Amsterdam, Ego, 2012
- «Flashdance…What A Feeling (Original Mix)», Various Artists — Indahouse Vol. 2, Ego, 2012
- «Flashdance… What A Feeling», Various Artists — Running Trax Summer 2013, Ministry Of Sound (Australia), 2012
- «Flashdance…What A Feeling (Original Mix)», Various Artists — DJ Selection 371: The House Jam Part 104, Do It Yourself Multimedia Group, 2013
- «Flashdance… What A Feeling», Various Artists — For Djs Only 2013/01, Universal Music (Italy), 2013
- «Flashdance…What A Feeling (Original Mix)», Various Artists — Ego In Cote D'Azur, Ego, 2013
- «Must Be That Look (Original Mix)», Various Artists — Festival Anthems Vol. 1, Tiger Records, 2013
- «Goes Around (Original Mix)», Various Artists — Catch A Groove Vol. 6, Roxy Records, 2013
- «Must Be That Look», Various Artists — Ibiza Weapons 2013 Vol. 1, Tiger Records, 2013
- «Must Be That Look», Various Artists — Ibilektro: The Sound of Ibiza 2013, Tiger Records, 2013
- «Scream», Various Artists — Ibiza Weapons 2013 Vol. 2, Tiger Records, 2013
- «Scream», Various Artists — Open Air 2013, LO: GO Recordings, 2013
- «Scream», Various Artists — Festival Sounds, Kontor Records, 2013
- «Battle Ship (Original Mix)», Various Artists — ADE Weapons 2013, Tiger Records, 2013